# Arable
Arable är en by (locality) i Snowy River Council i New South Wales i Australien. Folkmängden uppgick till 201 år 2006.